# Cleopatra (vrouw van Philippus)
Cleopatra (Oudgrieks: Κλεοπάτρα / Kleopátra) was de laatste echtgenote van Philippus II van Macedonië.
Cleopatra was een nichtje van Philippus’ generaal Attalus, op wie de vele decennia oudere koning werd verliefd en, na van Olympias - de moeder van zijn zoon Alexander - te zijn gescheiden, trouwde hij dan ook met haar. Nadat Philippus kort daarop werd vermoord door Pausanias, liet Olympias haar samen met haar kinderen vermoorden.

## Referentie
- art. Cleopatra (4), in F. Lübker - trad. ed. J.D. Van Hoëvell, Classisch Woordenboek van Kunsten en Wetenschappen, Rotterdam, 1857, p. 219.
- art. Cleopatra (3), in J.G. Schlimmer - Z.C. De Boer, Woordenboek der Grieksche en Romeinsche Oudheid, Haarlem, 19203, p. 180.